# Чемпионат Европы по академической гребле 2025
82-й чемпионат Европы по академической гребле проходил со 28 мая по 1 июня 2025 года в болгарском городе Пловдив под эгидой FISA. В нём приняли участие 517 гребца из 32 стран, которые разыграли 20 комплектов наград. Соревнования включали в себя использование двух типов лодок (тяжёлых и лёгких), и два стиля гребли: распашная гребля, где спортсмены используют по одному веслу, и парная гребля, где используются пара вёсел

## Медальный зачёт

### Общий зачет
| Место           | Страна             | Золото | Серебро | Бронза | Всего |
| --------------- | ------------------ | ------ | ------- | ------ | ----- |
| 1               | Румыния            | 3      | 2       | 2      | 7     |
| 2               | Нидерланды         | 2      | 1       | 0      | 3     |
| 3               | Германия           | 2      | 0       | 0      | 2     |
| 4               | Великобритания     | 1      | 1       | 2      | 4     |
| 5               | Украина            | 1      | 1       | 1      | 3     |
| –               | Нейтральные атлеты | 1      | 1       | 1      | 3     |
| 6               | Австрия            | 1      | 0       | 0      | 1     |
| 6               | Польша             | 1      | 0       | 0      | 1     |
| 8               | Италия             | 0      | 2       | 1      | 3     |
| 9               | Греция             | 0      | 2       | 0      | 2     |
| 10              | Норвегия           | 0      | 1       | 0      | 1     |
| 10              | Турция             | 0      | 1       | 0      | 1     |
| 10              | Хорватия           | 0      | 1       | 0      | 1     |
| 13              | Ирландия           | 0      | 0       | 1      | 1     |
| 13              | Испания            | 0      | 0       | 1      | 1     |
| 13              | Франция            | 0      | 0       | 1      | 1     |
| 13              | Швейцария          | 0      | 0       | 1      | 1     |
| Всего стран: 16 | Всего стран: 16    | 12     | 13      | 11     | 36    |

## Медалисты

### Мужчины
(Синим выделены неолимпийские дисциплины)
| Дисциплина                                        | Золото                                                                                 | Золото  | Серебро                                                                         | Серебро | Бронза                                                                   | Бронза  |
| ------------------------------------------------- | -------------------------------------------------------------------------------------- | ------- | ------------------------------------------------------------------------------- | ------- | ------------------------------------------------------------------------ | ------- |
| Одиночки (M1x)                                    | Евгений Золотой Нейтральный атлет                                                      | 6:41,09 | Стефанос Дускос Греция                                                          | 6:44,90 | Михай Чирута Румыния                                                     | 6:45,80 |
| Двойки парные (M2x)                               | Польша · Мирослав Зиетарский · Матеуш Бискуп                                           | 6:02,93 | Румыния · Андрей Себастьян Корнеа · Мариан Флориан Энахе                        | 6:03,87 | Ирландия · Финтан Маккарти · Конан Паццайя                               | 6:05,48 |
| Двойки распашные без рулевого (M2-)               | Румыния · Флорин Лехачи · Флорин Артени                                                | 6:11,57 | Италия · Нунцио ди Коландреа · Джованни Кодато                                  | 6:15,06 | Испания · Хайме Каналехо · Хавьер Гарсия Ордоньес                        | 6:16,72 |
| Четвёрки парные (M4x)                             | Великобритания · Мэтт Хейвуд · Каллум Диксон · Седол Дафидд · Рори Харрис              | 5:35,02 | Нидерланды · Матс ван Саббен · Лукас Кейзер · Симон ван Дорп · Герт-Ян ван Дорн | 5:36,70 | Польша · Доминик Чая · Пётр Пломинский · Якуб Возняк · Конрад Доманский  | 5:36,76 |
| Четвёрки распашные без рулевого (M4-)             | Румыния · Серджиу Бежан · Андрей Мандрила · Штефан-Константин Берариу · Чипрьян Тудосэ | 5:48,27 | Хорватия · Патрик Лонцарич · Антон Лонцарич · Мартин Синкович · Валент Синкович | 5:49,78 | Франция · Арманд Пфистер · Никола Коларевич · Тео Райе · Валентин Онфрой | 5:52,18 |
| Восьмёрки распашные (M8+)                         |                                                                                        |         |                                                                                 |         |                                                                          |         |
| Лёгкий вес                                        |                                                                                        |         |                                                                                 |         |                                                                          |         |
| Одиночки лёгкого веса (LM1x)                      | Фабио Кресс Германия                                                                   | 6:51,24 | Халил Каан Короглу Турция                                                       | 6:51,63 | Никита Корнеев Нейтральный атлет                                         | 7:00,23 |
| Двойки парные лёгкого веса (LM2x)                 |                                                                                        |         |                                                                                 |         |                                                                          |         |
| Двойки распашные без рулевого лёгкого веса (LM2-) |                                                                                        |         |                                                                                 |         |                                                                          |         |
| Пара-гребля                                       |                                                                                        |         |                                                                                 |         |                                                                          |         |
| Одиночки (M1x)                                    | Бенджамин Притчард Великобритания                                                      | 8:40,38 | Роман Полянский Украина                                                         | 8:51,93 | Джакомо Перини Италия                                                    | 8:55,96 |

### Женщины
(Синим выделены неолимпийские дисциплины)
| Дисциплина                            | Золото                                                                       | Золото  | Серебро                                                                 | Серебро  | Бронза                                                                   | Бронза   |
| ------------------------------------- | ---------------------------------------------------------------------------- | ------- | ----------------------------------------------------------------------- | -------- | ------------------------------------------------------------------------ | -------- |
| Одиночки (W1x)                        |                                                                              |         |                                                                         |          |                                                                          |          |
| Двойки парные (W2x)                   | Нидерланды · Рос де Йонг · Тесса Дуллеманс                                   | 6:48,83 | Греция · Зои Фитсиу · Димитра Конту                                     | 6:49,11  | Румыния · Андрада Мария Моросану · Мариана Лаура Думитру                 | 6:51,96  |
| Двойки распашные без рулевого (W2-)   | Румыния · Симона Радис · Мария-Магдалена Русу                                | 6:49,18 | Италия · Лаура Мериано · Аличе Кодато                                   | 6:52,64  | Великобритания · Меган Слабберт · Элеанор Бринкхофф                      | 6:55,74  |
| Четвёрки парные (W4x)                 |                                                                              |         |                                                                         |          |                                                                          |          |
| Четвёрки распашные без рулевого (W4-) | Нидерланды · Ника Вос · Линн Ван Анхольт · Имкье Клеверинг · Тинка Офферейнс | 6:19,60 | Румыния · Анкуца Боднар · Мария Тиводариу · Амалия Береш · Адриана Адам | 6:21,50  | Великобритания · Лорен Ирвин · Хайди Лонг · Дэйзи Беллами · Марта Бертлс | 6:26,28  |
| Восьмёрки распашные (W8+)             |                                                                              |         |                                                                         |          |                                                                          |          |
| Лёгкий вес                            |                                                                              |         |                                                                         |          |                                                                          |          |
| Одиночки лёгкого веса (LW1x)          | Лара Тифенталер Австрия                                                      | 7:29.39 | Майя Эмили Лунд Норвегия                                                | 7:31.73  | Мария Жовнер Нейтральный атлет                                           | 7:31.76  |
| Пара-гребля                           |                                                                              |         |                                                                         |          |                                                                          |          |
| Одиночки (W1x)                        | Анна Шеремет Украина                                                         | 9:56,60 | Ева Мол Нидерланды                                                      | 10:33,77 | Клэр Гирингелли Швейцария                                                | 10:39,18 |

### Смешанные
(Синим выделены неолимпийские дисциплины)
| Дисциплина  | Золото                                   | Золото  | Серебро                                   | Серебро | Бронза                                    | Бронза  |
| ----------- | ---------------------------------------- | ------- | ----------------------------------------- | ------- | ----------------------------------------- | ------- |
| (PR2 Mix2x) |                                          |         |                                           |         |                                           |         |
| (PR3 Mix2x) | Германия · Валентин Луц · Катрин Маршанд | 6:57,41 | Великобритания · Сэм Мюррей · Энни Каддик | 7:03,54 | Украина · Станислав Самолюк · Дарья Котик | 7:13,13 |